# 阿尼埃爾浴場
《阿尼埃爾浴場》（法語：Une Baignade, Asnières）是後印象派畫家喬治-皮埃爾·秀拉於1884年在法國完成的布面油畫作品，是其大型作品中的傑作之一。畫作描繪的是寧靜的巴黎郊區、塞納河邊景色。當時秀拉年僅24歲，當年他曾向巴黎沙龍請求展出此畫，但遭到拒絕。這幅畫在畫家死後才出名，現為倫敦國家美術館的重要展品之一。
雖然畫名為“阿尼埃爾”浴場，但實際描繪的地點是在塞纳河畔阿涅尔西邊相鄰的库尔伯瓦。畫中左側的河岸在當地稱爲“Côte des Ajoux”，位于塞納河北岸。對岸就是秀拉繪製《大碗岛的星期天下午》的大碗岛。背景中的橋是阿尼埃爾鐵路橋，而那些工廠則位于克利希。

## 外部連結
- Bathers at Asnières ('Une Baignade, Asnières')